# Power of Trinity
Power of Trinity – polski zespół pochodzący z Koluszek w województwie łódzkim, założony w 1996 roku. Muzyka grana przez grupę charakteryzuje się łączeniem gatunków rocka, dub, reggae oraz elektroniki.

## Biografia
W 2005 roku POT wygrał przegląd Młode Wilki w warszawskiej Stodole, a następnie podpisał kontrakt z S.P. Records, skutkiem czego 15 czerwca 2007 ukazała się ich debiutancka płyta pt. 11. Krążek znalazł się wśród 10 najważniejszych polskich debiutów ostatniego 10-lecia magazynu "Teraz Rock". Utwór pochodzący z tego longplaya, "Heaven", znalazł się także na składance z polską muzyką reggae, "Far Away From Jamaica", obok hitów zespołów Vavamuffin, Habakuk oraz Indios Bravos. Zespół pojawił się też na wielu festiwalach, m.in. Union of Rock Węgorzewo, Camerimage, Ostróda Reggae Festiwal, Hunter Fest, Beer Fest Belgrad czy Eska Rock Tour.
W 2011 roku zespół podpisał kontrakt z wytwórnią MJM Music PL.  W tym samym roku, 31 października, ukazał się drugi album Power of Trinity – "Loccomotiv". Album stał się jedną z najbardziej popularnych polskich rockowych płyt roku 2011. Singiel "Chodź ze mną" podbił playlisty wielu stacji radiowych. Album uzyskał nagrodę „Płyta Roku” łódzkiego wydania magazynu „Co jest Grane”. W roku 2012 Zespół zdobył prestiżowe Grand Prix Orange Warsaw Festiwal, na którym wystąpił min. u boku Lauren Hill, Prodigy i Linkin Park. Kolejna była nagroda publiczności Festiwalu w Jarocinie. POT zagrał także z Red Hot Chili Peppers, Kasabian i PIL na 1. edycji warszawskiego Impact Festival.
W przerwach między nagrywaniem nowego materiału, a koncertami, muzycy nie próżnowali. Kuba Koźba udzielał się jako wokalista projektu Zbigniewa Hołdysa – "Kosmos", a basista Krzysiek Grudziński występował z legendarną, punkową Moskwą.
8 września 2014 roku premierę miał trzeci studyjny krążek: "Legorock". Album został wydany przy wsparciu ponad 200 fanów użytkowników Megatotal.pl - najstarszego polskiego serwisu finansowania społecznościowego. Singlami promującymi wydawnictwo były utwory: "Poniedziałek", "Suma Ran" oraz "Oko".

## Skład zespołu[12]
- Jakub Koźba – wokal
- Łukasz Cyprys – gitara
- Paweł Wochna – gitara basowa
- Grzegorz Graczyk – perkusja

## Dyskografia
Albumy
| 11                          | - Data: 18 czerwca 2007 - Wydawca: S.P. Records           | —  |
| Loccomotiv                  | - Data: 24 października 2011 - Wydawca: MJM Music PL      | —  |
| Legorock                    | - Data: 8 września 2014 - Wydawca: MJM Music PL           | 25 |
| Ultramagnetic               | - Data: 7 września 2018 - Wydawca: Universal Music Polska | —  |
| "—" album nie był notowany. |                                                           |    |

Notowane utwory
| "Poniedziałek"              | 2014 | 15 | Legorock |
| "—" utwór nie był notowany. |      |    |          |

Kompilacje różnych wykonawców
| Album                 | Rok  | Utwór    | Źródło |
| --------------------- | ---- | -------- | ------ |
| Far Away From Jamaica | 2006 | "Heaven" | [ 19 ] |
| Bez Obciachu          | 2006 | "Kto"    | [ 20 ] |